# NGC 3751
NGC 3751 је елиптична галаксија у сазвежђу Лав која се налази на NGC листи објеката дубоког неба.
Деклинација објекта је + 21° 56' 13" а ректасцензија 11h 37m 53,9s. Привидна величина (магнитуда) објекта NGC 3751 износи 14,3 а фотографска магнитуда 15,3. NGC 3751 је још познат и под ознакама UGC 6601, MCG 4-28-9, HCG 57F, Copeland septet, PGC 36017.